# John Clark
John Clark (13. března 1941, Bellshill – ?2025) byl skotský fotbalista, záložník. Po skončení aktivní kariéry působil jako trenér.

## Fotbalová kariéra
Ve skotské lize hrál za Celtic FC. V letech 1966 až 1972 získal s Celtikem 6 mistrovských titulů v řadě a v roce 1967 vítězství v Poháru mistrů evropských zemi. V Poháru mistrů evropských zemí nastoupil v 18 utkáních a dal 1 gól, v Poháru vítězů pohárů nastoupil v 15 utkáních, ve Veletržním poháru nastoupil ve 4 utkáních a v Interkontinentálním poháru nastoupil ve 3 utkáních. Kariéru zakončil v týmu Greenock Morton FC. Za reprezentaci Skotska nastoupil v letech 1966–1967 ve 4 utkáních.

## Ligová bilance
| Ročník                    | Zápasy | Góly | Klub               |
| ------------------------- | ------ | ---- | ------------------ |
| 1. skotská liga 1959/1960 | 2      | 0    | Celtic FC          |
| 1. skotská liga 1960/1961 | 10     | 0    | Celtic FC          |
| 1. skotská liga 1961/1962 | 12     | 0    | Celtic FC          |
| 1. skotská liga 1962/1963 | 2      | 0    | Celtic FC          |
| 1. skotská liga 1963/1964 | 26     | 0    | Celtic FC          |
| 1. skotská liga 1964/1965 | 27     | 0    | Celtic FC          |
| 1. skotská liga 1965/1966 | 34     | 0    | Celtic FC          |
| 1. skotská liga 1966/1967 | 34     | 0    | Celtic FC          |
| 1. skotská liga 1967/1968 | 18     | 0    | Celtic FC          |
| 1. skotská liga 1968/1969 | 11     | 0    | Celtic FC          |
| 1. skotská liga 1969/1970 | 9      | 0    | Celtic FC          |
| 1. skotská liga 1970/1971 | 1      | 0    | Celtic FC          |
| 1. skotská liga 1971/1972 | 24     | 0    | Greenock Morton FC |
| 1. skotská liga 1972/1973 | 30     | 0    | Greenock Morton FC |
| CELKEM 1. skotská liga    | 240    | 0    |                    |